# 1453 год в науке
В 1453 году произошли различные научные и технологические события, некоторые из которых представлены ниже.

## События
- По приказу султана Мехмеда Завоевателя основан Стамбульский университет, ведущее высшее учебное заведение Турции, старейший университет страны.

## Скончались
- Ангерран де Монстреле — французский хронист, автор «Хроники Монстреле», которая была написана для дома Люксембург-Линьи и содержит сообщения о событиях с 1400 по 1444 год, последнего периода Столетней войны.
- Урбан — венгерский военный инженер XV века знаменитый тем, что отлил для султана Мехмеда II Завоевателя, огромную пушку, названную Базили́кой, которая в апреле-мае 1453 года принимала участие в осаде византийской столицы Константинополя.